# Little Busters!
Little Busters! (яп. リトルバスターズ! ритору басута:дзу) — японская компьютерная игра в жанре «визуальный роман», разработанная компанией Key и выпущенная 27 июля 2007 года для Microsoft Windows. Оригинальная версия игры содержала небольшое количество фансервисных сцен и шла под рейтингом «E» — для аудитории любого возраста, однако, позднее была выпущена версия для взрослых под названием Little Busters! Ecstasy. Эта версия затем была портирована на платформы PlayStation 2, PlayStation Portable и PlayStation Vita. Сюжет игры повествует о жизни Рики Наоэ — ученика средней школы, который с детства состоит в дружной группе Little Busters. Рики удаётся привести в группу ещё нескольких девушек, и таким образом количество человек становится достаточным, чтобы играть в бейсбол.
Игра Little Busters! имеет нелинейный сюжет, поделённый на заранее определённые сценарии. Основной целью игрока является завязывание отношений с одной из шести главных героинь (в Ecstasy их становится девять). В игре присутствуют дополнительные мини-игры: боевые схватки, напоминающие файтинг, тренировка игре в бейсбол, поиск аксессуаров для использования в боях и улучшений характеристик персонажей. Обе игры были лидерами по числу продаж в Японии с момента их выпуска, а продажи игры Ecstasy превысили 100 000 копий. Компания Key после этого приступила к разработке спин-оффа игры Ecstasy, названного Kud Wafter. В этой игре была расширена история Кудрявки Номи, главной героини Little Busters! и Ecstasy.
Перед выходом игры в журнале Dengeki G's Magazine была напечатана четырёхпанельная манга из двух томов, нарисованная Юей Сасагири. По мотивам игры было издано ещё четыре манга-версии по самой Little Busters!, и ещё пять — по Little Busters! Ecstasy. Манга публиковалась в журналах Dengeki G's Festival! Comic, Comp Ace, Comic Rex и Manga 4-koma Palette. Также на основе игры были созданы антологии комиксов, лайт-новел, артбуки и несколько музыкальных альбомов. Радиопостановка, в которой принимали участие актёры озвучивания, транслировалась в период с июня 2008 года по октябрь 2011 года. В 2012 и 2013 году выходила аниме-адаптация от студии J.C.Staff.

## Геймплей
Little Busters! — романтический визуальный роман, в котором игрок берёт на себя роль Рики Наоэ. Геймплей требует от игрока небольшого взаимодействия, так как основное игровое время занимает чтение появляющегося на экране текста, который является повествованием или диалогом. В игре Little Busters! присутствует нелинейный сюжет, предусматривающий несколько концовок. В зависимости от принятых игроков во время игры решений сюжет развивается в определённом направлении.
Всего в игре семь основных сюжетных линий, которые доступны игроку. В определённых моментах игры перед игроком встаёт выбор из нескольких решений. Сама игра приостанавливается до тех пор, пока выбор не будет сделан. Чтобы увидеть сюжет во всей полноте, игрок должен переиграть несколько раз, в определённых моментах принимая разные решения и развивая сюжет в ином направлении. Во время первого прохождения доступны сценарии для всех шести героинь. Как только сценарий для любой из них будет единожды пройден, то при следующем прохождении он уже будет недоступен из-за последнего принятого решения. После завершения всех шести сюжетных веток открывается новый сценарий под названием Refrain, служащий заключением игры и отвечающий на все вопросы, возникшие в ходе игры. Завершение сценария Refrain сделает доступными все предыдущие сценарии, так что игрок сможет при желании пройти их снова.

Режим боя в игре Little Busters!. Рин сражается с Масато.

Во время прохождения игроку предстоит сыграть в различные мини-игры, среди которых есть и простые и сложные. Первая мини-игра — боевая схватка, напоминающая файтинг, в которой, однако, от игрока не требуется какого-либо взаимодействия. Игра переходит в режим боя в те моменты, когда члены группы Little Busters вступают в схватку между собой или с кем-либо другим. У каждого персонажа есть набор статистик (сила, выносливость, ловкость, рефлексы, концентрация, решимость и удача) и очки жизни. Максимальное число очков жизни определяется уровнем выносливости. Боец может использовать оружие и другие предметы, которыми можно обмениваться с другими персонажами. Другая мини-игра предоставляет игроку возможность попрактиковаться в бейсболе с членами команды Little Busters. Управляя Рики, игрок контролирует его позицию и битой отбивает мячи.
Группа также принимает участие в заданиях, чтобы достичь определённой цели; такое задание в зависимости от выборов игрока или успешно завершается, или оканчивается неудачей. Эти задания связаны с поединками и бейсболом, в них персонажи набираются опыта, получают предметы и улучшают свои характеристики. Однако задания не влияют на основной сюжет — игрок может пропустить многие мини-игры и сосредоточиться на основном сюжете. При первом прохождении самые слабые показатели имеет Рин. Но если игрок завершит несколько сюжетных веток, характеристики Рин и Рики начнут возрастать, что позволит им иметь шансы на успех при столкновении с сильными оппонентами. Показатели всех членов Little Busters отражены в рейтинговой системе от высшего к низшему.
Несмотря на то, что игра Little Busters! не имеет ограничений по возрасту, в ней имеется достаточное количество электронных рисунков («CG artwork»), изображающих женских персонажей в неприличных ситуациях, хотя и не в значительной степени. Этим игра сильно отличается от предыдущих проектов Key: Clannad и Planetarian: Chiisana Hoshi no Yume, которые также не имеют ограничений по возрасту, и где полностью отсутствует фансервис.
Эротический контент был добавлен в игру Little Busters! Ecstasy, где изображены сцены секса между Рики и одной из героинь. В Ecstasy была расширена сюжетная линия оригинальной игры, а также были добавлены три дополнительные сюжетные линии. К ним относятся сценарии Канаты Футаки, Сасами Сасасэгавы (второстепенных персонажей в Little Busters!) и новой героини Саи Токидо. При первом прохождении эти три сюжетные линии недоступны игроку. Помимо этого в Ecstasy были внесены незначительные изменения и дополнения в мини-игры, было добавлено новое оружие. К тому же, в Ecstasy были добавлены две новые мини-игры для Саи: стрельба из пистолетов и хождение по лабиринту.

## Сюжет

### Сеттинг и основные темы
Основная часть истории протекает в средней школе в Японии. В ней находится «секрет этого мира», о котором говорит Кёсукэ; ещё о нём знают Кэнго и Масато. Герои живут в студенческих общежитиях (мужском и женском) на территории школы, расположенных друг напротив друга. Рядом с общежитиями находится главный школьный корпус, где располагаются классные комнаты и кафе на нижнем этаже. В главном здании четыре этажа и крыша, проход на которую ограничен. За школой располагается обширный школьный двор и прилегающий к нему бассейн. На другой стороне поля находится бейсбольная площадка, а за ней теннисный корт и спортзал.
Двумя главными темами игры Little Busters! являются детство и подростковый возраст. Открывающее видео в игре начинается двумя написанными на английском языке предложениями: «What Adolescence do you have?» (рус. «Что за юность у тебя есть») и «Do you remember Childhood?» (рус. «Помнишь ли ты детство?»). У Рики Наоэ, главного героя, есть четыре друга детства, с которыми он вместе вырос и с началом истории по-прежнему поддерживает с ними хорошие отношения. Таким образом, дружба — ещё одна основная тема игры, переданная через отношения Рики со школьными друзьями, которые для него незаменимы. Третья строка в оригинальном открывающем видео гласит: «The irreplaceable one existed there» (рус. «Здесь существует что-то незаменимое»). Четвёртая строка была добавлена в открывающую заставку игры Little Busters! Ecstasy и звучала: «This will remind you that you have to recollect Adolescence» (рус. «Это напомнит тебе о том, что ты должен вспомнить о юности»).

### Основные персонажи
Игрок берёт на себя роль Рики Наоэ, протагониста Little Busters!. Он физически слаб и внешне похож на девушку, но при этом очень честный и здравомыслящий. Он является членом группы, именующей себя Little Busters. Сначала в этой группе было всего четыре человека, но после прихода Рики их стало пятеро. Лидером группы является Кёсукэ Нацумэ, самый старший среди товарищей. Он часто выступает с разными нелепыми идеями, которым, однако, сразу даёт вполне разумное объяснение.
У Кёсукэ есть младшая сестра Рин Нацумэ, главная героиня Little Busters!, которая первоначально была единственной девушкой в группе. Ей плохо даётся общение с окружающими из-за неразвитых социальных навыков. Поэтому она молчалива, не любит компании и часто бывает одна. Рин любит кошек и в школе приглядывает за бездомными животными. В одной комнате с Рики живёт Масато Инохара, занимающийся бодибилдингом. Масато с особым пристрастием относится к Рики и не скрывает этого. Соперником Масато является Кэнго Миядзава — циничный молодой человек, натренированный в искусстве кэндо и преданный группе Little Busters более чем кто-либо другой.
В Little Busters! Рики знакомится ещё с пятью девушками, которые вскоре присоединяются к Little Busters, а по сценарию игры Ecstasy в группу вступят ещё три ученицы. Комари Камикита — девушка, проявляющая огромный интерес к сказкам и книжкам с картинками. Она любит сладости и одевается в несколько слоёв рюша. Неуклюжа, но физически крепка, она часто сначала действует, а потом думает. Харука Сайгуса учится в той же школе, что и Рики, но в другом классе, хотя постоянно бывает в его классной комнате. Она провоцирует скандалы ради собственного удовольствия, поэтому за ней постоянно следует и читает морали её сестра-близнец Каната Футаки. Каната довольно прохладно относится к сестре, хотя и раздражается, видя Рики рядом с Харукой. Кудрявка Номи по прозвищу Куд (яп. クド Кудо) — японка русского происхождения. Несмотря на слабое владение английским языком, она смогла пропустить один школьный год, так как ранее училась за рубежом; она низка ростом и самая младшая из всех членов Little Busters. Кудрявка также появляется в игре Kud Wafter, но уже как главная героиня.
Юико Куругая — одноклассница Рики, самостоятельная девушка, которая часто носит с собой модель катаны под названием Мурамаса. Многие видят в ней старшую сестру, хотя по возрасту она и не старше большинства персонажей. Некоторые вещи или людей она считает «милыми». Мио Нисидзоно — тихая и очень прилежная девушка. По причине слабого здоровья по улице она всегда ходит с зонтом. Она любит читать, особенно ей нравятся истории с элементами сёнэн-ай, и в её комнате очень много книг. Сасами Сасасэгава — капитан женской команды по софтболу и соперница Рин (Рин очень любит кошек, а Сасами — собак). Сая Токидо, появляющаяся только в игре Ecstasy — популярная девушка в школе Рики, известная своими странностями. Однажды ночью она бродила вокруг школы, охраняя «сокровище» от тех, кого она называет «хозяевами тьмы» (яп. 闇の執行部 ями но сиккобу), и даже готова была сражаться с ними.

### История

Пример диалога в игре Little Busters!. Рики разговаривает с Комари.

История Little Busters! разворачивается вокруг ученика средней школы Рики Наоэ. Его родители умерли, когда он был маленьким. Их смерть стала для Рики сильным ударом, от которого он впал в депрессию. Тогда ему помогла компания из трёх мальчиков и одной девочки. Они именовали себя Little Busters — группой, посвятившей себя борьбе со злом и отстаиванием справедливости. Лидером группы был Кёсукэ Нацумэ, у которого есть младшая сестра Рин. Два других члена группы, Масато Инохара и Кэнго Миядзава, дружили с Кёсукэ, хотя и соперничали с ним в спорте. Они взяли Рики с собой и часто играли с ним, и так Рики стал пятым членом Little Busters. Рики очень нравилось проводить с ними время, и его горе от потери родителей постепенно забылось. Когда история игры начинается, друзья уже учатся во втором классе средней школы, кроме Кёсукэ — он в третьем классе. Они по-прежнему очень дружны и наслаждаются школьной жизнью.
История начинается 13 мая 2007 года в воскресенье. На следующий день Кёсукэ принимает решение, что Little Busters будут играть в бейсбол, однако для формирования полной бейсбольной команды в группе не хватает людей. Он поручает Рики и Рин обойти школу и найти людей (желательно девушек, ведь Рин единственная девушка в группе), готовых присоединиться. Рики находит пятерых готовых помочь девушек: Комари Камикату, Харуку Сайгусу, Кудрявку Номи, Юико Куругаю и Мио Нисидзоно. Он также знакомится с Канатой Футаки, Сасами Сасасэгавой и Саей Токидо. На протяжении игры Рики общается с девушками и многое о них узнаёт.
Основная часть игры проходит, как кажется на первый взгляд, в обычной средней школе, но на самом деле действие происходит в учебном году, предшествующему событиям Little Busters!, а Рики и Рин узнают, что существуют в искусственном мире, созданном Кёсукэ. Ранее они и другие главные персонажи во время школьной поездки попали в автомобильную аварию, после чего в живых остались только двое. Кёсукэ создал искусственный мир, чтобы его друзья смогли обрести достаточную силу и вернуться в реальный мир. Время в искусственном мире зациклено, и хотя Рики и Рин забыли о произошедшем, они стали сильнее, и Кёсукэ надеется, что им когда-нибудь удастся вернуться. Они просыпаются и покидают место катастрофы до того, как происходит взрыв. Затем Рики, страдающий нарколепсией, теряет сознание.
Не приемля такой ход событий, Рин возвращается в искусственный мир (на этот раз созданный ей и Рики) и помогает Рики побороть своё состояние. Затем эти двое снова оказываются на месте аварии в момент перед взрывом. В этот раз Рики и Рин работают вместе и спасают всех своих друзей, а Кёсукэ, будучи сильно раненым, заграждает утечку в топливном баке, чтобы задержать взрыв. Впоследствии друзья оправляются от полученных травм, дольше всех лечится Кёсукэ. Когда он наконец возвращается, то берёт напрокат микроавтобус, и члены Little Busters отправляются на поездку к океану.

## Разработка
Впервые в истории компании Key в проекте были задействованы два арт-директора: Итару Хиноэ и Na-Ga. Хиноэ занимала эту должность со времени создания первой игры Kanon, а Na-Ga пришёл в компанию, когда было начато производство игры Air, и с тех пор занимался созданием компьютерной графики и фоновых рисунков для игр Key. Хиноэ и Na-Ga было поручено создание дизайна персонажей, причём Na-Ga был ответственен за дизайн большинства персонажей из игры. Из шести героинь истории три — Комари, Харука и Юико — были разработаны Хиноэ, а Рин, Кудрявка и Мио были сделаны Na-Ga.
Работая над сценарием, Дзюн Маэда также принимал участие и в создании игровой музыки. Помимо Маэды над созданием сценария трудились Лео Касида, ранее работавший над игрой Tomoyo After: It's a Wonderful Life, и два новых автора сценария — Юто Тонокава и Тика Сирокири. Маэда написал сценарий для Рин и всех мужских персонажей игры, Касида создал сценарий Мио, Тонокава написал сценарии Комари и Юико, а Сирокири создала сценарии Харуки и Кудрявки. В интервью, данному журналу Push!! в августе 2007 года, Маэда и Тонокава сообщили, что сюжет игры Little Busters! по продолжительности вдвое превосходит Air, но уступает игре Clannad. При этом они не приняли во внимание мини-игры, хотя и делающие игру несколько длиннее. Над созданием музыки кроме Маэды работали штатные композиторы Key Синдзи Орито и Магомэ Тогоси. Тогоси покинул Key в октябре 2006 года, ещё до того, как игра вышла в продажу.
За несколько месяцев до релиза игры Little Busters! было принято решение о том, что будет также выпущена эроге-версия Little Busters! Ecstasy (яп. リトルバスターズ!エクスタシー Ритору Басутадзу Экусутаси), сокращённо Little Busters-EX. Для новой версии игры Na-Ga создал героиню Саю Токидо, сценарий к игре был написан Маэдой. Тонокава написал сценарий Сасами Сасасэгавы, а Сирокири — сценарий Канаты Футаки. Оригинальные сюжетные линии были переписаны, а общее количество текстовых строк в диалогах составило 43 347. Little Busters! Ecstasy по количеству слов в диалогах обогнала игру Clannad примерно на 4000 слов и таким образом стала самой длинной игрой компании Key. По причине большого объёма данных она поставлялась на двух DVD-дисках в отличие от оригинальной игры, выпущенной на одном диске.

### Маркетинг
В период с 3 по 4 мая 2007 года в Осаке прошла художественная выставка, посвящённая игре Little Busters!, а с 24 по 25 мая 2007 года аналогичное мероприятие прошло в Токио. На выставке было продемонстрировано большое количество рисунков персонажей и фонов вместе с оригинальными игровыми изображениями и ранними набросками, которые были созданы, когда игра находилась в стадии разработки. На экране были показаны блок-схемы, описывающие сюжеты игр Little Busters! и Clannad при всех возможных ветвлениях. Также был продемонстрирован манекен Рин Нацумэ с бейсбольной перчаткой, державшей в руках кота. В сентябре 2007 года этот манекен был продан на онлайн-аукционе Yahoo! за 764 000 иен, хотя первоначально его предполагалось продать за 5 000 000 иен.
Little Busters! стала первой игрой Key, которая была рассмотрена в журнале Dengeki G's Festival! (специальном выпуске Dengeki G's Magazine), который публиковался издательством ASCII Media Works ограниченным тиражом каждый год. В журнале содержалось около 80-ти страниц информации о самой игре, а в комплекте с ним шли дакимакура, средство для чистки мобильных телефонов и пазл. 30 июня 2008 года издательство ASCII Media Works опубликовало третий выпуск другого издания под названием Dengeki G's Festival! Deluxe, где основное внимание было уделено игре Little Busters! Ecstasy. Как и в предыдущем случае, информация о визуальном романе заняла около 80-ти страниц, а в комплекте поставлялись коврик для мыши, пазл и колода игральных карт. На обложке третьего выпуска журнала Dengeki G's Festival! Comic, вышедшего в продажу 26 июля 2008 года, были изображены Рин и кот Дордж, а вместе с журналом продавались подушка, блокнот и постер.

### История выпуска
1 июня 2007 года на официальном сайте компании Key стала доступной для скачивания бесплатная демоверсия игры Little Busters!. В ней игроку через один короткий эпизод были представлены все персонажи группы Little Busters. Демоверсия не давала игроку возможности взаимодействия, тем самым являясь коротким кинетическим романом. Полная версия игры была выпущена в Японии 27 июля 2007 года как ограниченное издание для Microsoft Windows. В комплект ограниченного издания входили альбом с аранжировками игровой музыки и 128-страничный справочник Natsume Kyousuke Fūrai Ki (яп. 棗恭介風来記). В книге содержалась информация о персонажах с их иллюстрациями, рисунки CG artwork, арт из игры, изображения героинь, опубликованные в различных посвящённых индустрии аниме и компьютерных игр журналах, секция с вопросами и ответами, информация о создателях игры, а также тексты двух прозвучавших в игре песен. Обычное издание вышло 28 сентября 2007 года.
Игра Little Busters! Ecstasy была выпущена 25 июля 2008 года в ограниченном издании на двух DVD-дисках; обычное издание вышло 26 сентября 2008 года. В комплекте с ограниченным изданием поставлялся ремиксовый альбом с музыкой из игры и CD-диск со специальным 22-минутным выпуском радиопостановки Little Busters!. 22 сентября 2008 года на сайте Key была выложена обновлённая версия 1.01 для ограниченного издания; обычная версия игры уже содержит это обновление. Версия Ecstasy для Windows с удалёнными эротическими сценами была выпущена 31 июля 2009 года и поставлялась в бокс-сете Key 10th Memorial Box, где также было ещё 5 визуальных романов Key.
Компания Prototype 24 декабря 2009 года выпустила версию игры Ecstasy для приставки PlayStation 2 под названием Little Busters! Converted Edition, эротические сцены в ней были убраны. На фестивале Key 10th Memorial Fes, посвящённому 10-летнему юбилею компании Key и проходившему с 28 февраля по 1 марта 2009 года, посетители имели возможность опробовать PS2-версию. Версия игры Little Busters! Converted Edition для PlayStation Portable, также от компании Prototype, была выпущена 25 ноября 2010 года. В версиях игры для Windows и PS2 были озвучены только главные персонажи, версия же для PSP содержит озвучивание всех персонажей. 22 марта 2012 года Prototype выпустила порт этой игры для консоли PlayStation Vita. Помимо полного озвучивания персонажей, в этой версии игры общее количество электронных рисунков было увеличено на 40 % по сравнению с Windows-версией, а вместе с ограниченным изданием поставлялся диск Drama CD.

## Адаптации

### Книги и публикации
В японском бисёдзё-журнале Dengeki G's Magazine издательства ASCII Media Works были опубликованы 12 коротких историй под общим названием Official Episode Collection. Публикация была поделена на два периода: первые шесть историй выходили с марта по август 2006 года, а остальные — с октября по март 2007 года. Каждая серия фокусировалась на одной из шести героинь и сопровождалась крупной иллюстрацией, занимавшей основное пространство на первой странице, где также располагался небольшой блок текста. На следующих страницах изображение героини служило фоном. Иллюстрации были созданы Итару Хиноэ и Na-Ga, а сами истории были написаны Дзюном Маэдой, Лео Касидой, Юто Тонокавой и Тикой Сирокири.
По мотивам оригинальной игры 25 января 2008 года была издана однотомная антология лайт-новел, публиковавшаяся в импринте издательства Ichijinsha под заглавием Little Busters! Novel Anthology. Антология была написана шестью авторами и проиллюстрирована шестью художниками. Четыре тома небольших сборников рассказов от разных автором под названием Little Busters! SSS были опубликованы компанией Harvest в период с апреля по ноябрь 2008 года. В сентябре 2008 года Harvest также опубликовала новеллу Little Busters! Haruka Saigusa's Trouble Record Book (яп. リトルバスターズ!三枝葉留佳の事件簿 Ритору Басутадзу! Саигуса Харука но Дзикэнбо). Другой сборник рассказов, Little Busters! Ecstasy SSS, в десяти томах публиковался с января 2009 года по октябрь 2010 года. С февраля по июнь 2009 года публиковался роман для взрослых Little Busters! Ecstasy H&H. Harvest в марте 2009 года опубликовала роман авторства Осаму Мураты Little Busters! Ecstasy: Our School Festival War (яп. リトルバスターズ！エクスタシー 僕らの学園祭戦争 Ритору Басутадзу! Экусутаси Бокура но Гакуэнсай Сэнсо).
Авторами Синьитиро Кодамой, Кэньити Итои и Катё на основе оригинальной игры были созданы короткие рассказы, сборник которых под названием LittBus. (яп. りとばす。 Ритобасу.) публиковался с мая по июль 2009 года. Компания Paradigm с февраля по июнь 2010 года публиковала серию лайт-новел Little Busters! Ecstasy Anthology. Компания Harvest выпускала серию Little Busters! Ecstasy Character Anthology с июня по декабрь 2010 года, а в октябре 2010 года опубликовала иллюстрированную антологию Little Busters! Ecstasy 4-Page Short Story Collection. Paradigm опубликовала двухтомную коллекцию романов лайт-новел, выходившую с декабря 2010 года по апрель 2011 года. К лету 2012 года компания Visual Art’s планирует начать публикацию романов Little Busters!, написанных Марико Симидзу и проиллюстрированных Дзэном, в своём импринте VA Bunko, а также романа авторства Масаюки Огуры с иллюстрациями Аюму Сёдзи, посвящённого Кудрявке.
Арт-бук под названием Little Busters! Perfect Visual Book (яп. リトルバスターズ! パーフェクトビジュアルブック Ритору Басутадзу! Пафэккто Бидзюару Букку) был выпущен 20 декабря 2007 года. Эта 206-страничная книга в твёрдом переплёте, опубликованная издательством ASCII Media Works, содержит собрание опубликованных и рекламных иллюстраций из визуального романа, подробные описания персонажей, заметки и обзор сюжета оригинальной игры. Также в книгу включены CG-рисунки, общие иллюстрации, интервью с разработчиками и короткая история  «Our» Morning (яп. 「僕ら」の朝 Бокура но Аса) от Юто Тонокавы. Помимо этого в книге есть тексты песен, прозвучавших в игре. К книге прилагались два набора карандашей. Другой арт-бук Little Busters! Ecstasy Perfect Visual Book (яп. リトルバスターズ!エクスタシー パーフェクトビジュアルブック Ритору Басутадзу! Экусутиси Пафеккто Бидзюару Букку) был опубликован 19 декабря 2008 года тем же издательством.

### Манга

Обложка первого тома манги Little Busters! The 4-koma.

Манга Little Busters! The 4-koma, созданная в формате ёнкома, публиковалась с марта 2006 года по март 2010 года в журнале Dengeki G's Magazine. Эта манга была проиллюстрирована Юей Сасагири, а в её основу лёг непосредственно оригинальный визуальный роман. Некоторые главы в скором времени начали выпускаться в формате обычной манги. Дополнительная глава, опубликованная в девятом номере журнала Dengeki G's Festival! 30 июня 2007 года, состояла из десяти страниц и 19-ти цветных полосок комиксов. Отдельные главы манги были опубликованы в журнале Dengeki G's Festival! Comic. Четыре танкобона манги были выпущены между 27 августа 2007 года и 27 апреля 2010 года в издании Dengeki Comics EX. В конце первого тома располагался дополнительный комикс, комментарии от разработчиков оригинальной игры. Манга Little Busters! EX The 4-koma, также созданная Сасагири, впервые появилась в апреле 2010 года в номере журнала Dengeki G’s Magazine, а регулярная её публикация началась в июне того же года. Первый том Little Busters! EX The 4-koma вышел в свет 26 февраля 2011 года, второй — 27 февраля 2012 года.
Третья манга под названием Little Busters! автора Нобиюки Такаги начала публиковаться в Dengeki G’s Festival! Comic с 26 ноября 2007 года. Её первый том вышел 27 апреля 2009 года, четвёртый — 27 февраля 2012 года. Четвёртая манга, обозначенная как «официальный комикс по мотивам Little Busters!», публиковалась в журнале Comp Ace издательства Kadokawa Shoten с мая 2008 года по апрель 2010 года; автор манги — Могура Анагура. Впоследствии манга была опубликована в двух танкобонах; первый из них вышел 26 сентября 2008 года, второй — 22 апреля 2010 года.
Пятая манга Little Busters! Ecstasy: Saya Tokido School Revolution (яп. リトルバスターズ!エクスタシー 朱鷺戸沙耶 -SCHOOL REVOLUTION-), созданная Дзэном, публиковалась в журнале Dengeki G’s Festival! Comic с 26 января 2009 года по 23 февраля 2010 года. 27 апреля 2010 года эта манга вышла в виде одного тома. Дзэн также проиллюстрировал мангу Little Busters! Ecstasy: Sasami Sasasegawa Black Cat Fantasia (яп. リトルバスターズ!エクスタシー 笹瀬川佐々美 -Black Cat Fantasia-), публиковавшуюся в Dengeki G’s Festival! Comic в период между 26 июня 2010 года и 26 апреля 2011 года. Танкобон Sasami Sasasegawa Black Cat Fantasia был выпущен 27 мая 2011 года. Манга Little Busters! Ecstasy: Kanata Futaki My Minroud (яп. リトルバスターズ! EX 二木佳奈多 〜My Minroud〜) публикуется в Dengeki G’s Festival! Comic с 23 июня 2011 года.
Восьмая манга Little Busters! Ecstasy: Wonderbit Wandering (яп. リトルバスターズ！エクスタシー　ワンダービット ワンダリング) автора Дзюри Мисаки публиковалась с мая 2010 года по январь 2012 года в журнале Comp Ace. С 25 сентября 2010 года по 26 декабря 2011 года манга была опубликована в трёх томах. Девятая манга под названием Little Busters! Kudryavka Noumi (яп. リトルバスターズ! 能美クドリャフカ) впервые была опубликована в апреле 2011 года в журнале Comic Rex издательства Ichijinsha; проиллюстрирована манга была Кадзусой Ёнэдой. Первый том манги Kudryavka Noumi был выпущен 27 августа 2011 года, второй — 27 февраля 2012 года. Десятая манга-ёнкома titled Little Busters! Band Mission (яп. リトルバスターズ!ばんどみっしょん) авторства Мисаки Сакуры начала публиковаться в Manga 4-koma Palette с августа 2011 года.
Также на основе оригинальной игры было создано несколько антологий манги. Самая ранняя из них, Magi-Cu 4-koma Little Busters!, публиковалась компанией Enterbrain в шести томах с сентября 2007 года по июль 2008 года. Антология Little Busters! Comic Anthology, изданная компанией Ichijinsha в трёх томах, публиковалась с октября 2007 года по июль 2008 года. Антология под названием Little Busters публиковалась с ноября 2007 года по январь 2008 года в импринте Twin Heart. Ещё одна антология была опубликована компанией Harvest в одном томе под заглавием Go! Go! Our Little Busters! (яп. いけ!いけ!僕らのリトルバスターズ! Икэ! Икэ! Бокура но Ритору Басутадзу!). Антология манги под названием Little Busters! Comic A La Carte (яп. リトルバスターズ！コミックアラカルト) появилась в журнале Comp Ace.
Компания Enterbrain с ноября 2008 года по май 2012 года выпускала 16-томную коллекцию четырёхкадровой манги под названием Magi-Cu 4-koma Little Busters! Ecstasy. 4-томная антология Little Busters! Ecstasy Comic Anthology выпускалась издательской компанией Ichijinsha с ноября 2008 года по август 2011 года. Антология Little Busters! Ecstasy Ecstatic Anthology в семи томах публиковалась с июля 2009 года по февраль 2012 года. Ещё одна антология Little Busters! Ecstasy 4-koma Maximum (яп. リトルバスターズ！エクスタシー 4コマMAXIMUM) от компании Brain Navi была опубликована в декабре 2008 года. Два тома антологии манги, основанной на новелле Little Busters! Ecstasy H&H были выпущены Harvest в июне и августе 2010 года. Другая антология под названием Little Busters! Ecstasy Comic A La Carte (яп. リトルバスターズ！エクスタシー コミックアラカルト) появилась в журнале Comp Ace и одним томом была опубликована в апреле 2010 года. В создании одного тома для каждой антологии принимали участие в среднем около 20 человек.

### Радиопостановка
Радиопостановка под названием Natsume Brothers! (яп. ナツメブラザーズ! Нацумэ Бурадзадзу!), созданная как часть рекламной кампании для продвижения игры Little Busters!, впервые вышла 9 июня 2008 года, а её регулярное вещание началось 23 июня того же года. В постановке принимали участие Томоэ Тамиясу и Хикару Мидорикава, озвучившие Рин и Нацумэ в игре Little Busters!. Начиная со 2 марта 2009 года название постановки было заменено на Natsume Brothers! (21) (яп. ナツメブラザーズ! (21) Natsume Burazāzu! (21)), а к проекту присоединилась Мияко Судзута, озвучившая Кудрявку. Вещание закончилось 24 октября 2011 года выходом последнего 170-го эпизода. Оно проходило каждый понедельник по японской интернет-радиостанции Onsen.
Эксклюзивный 22-минутный выпуск был включён в первый пресс-релиз продаж Little Busters! Ecstasy 25 июля 2008 года. CD-сборник, содержащий восемь первых выпусков радиопостановки (включая выпуск, вышедший до регулярного вещания) начал продаваться 15 августа 2008 года на Комикете 74, а в обычную продажу вышел 24 сентября. Части сборника со второй по четвёртую выходили с 26 ноября 2008 года по 26 марта 2009 года; они состояли из выпусков Natsume Brothers! с 8-го по 35-й. Первая часть сборника Natsume Brothers! (21) с 9-ю первыми выпусками программы вышла 26 июня 2009 года. Части сборника с первой по седьмую выходили с 25 сентября 2009 года по 22 сентября 2010 года, завершившись на 63-м выпуске Natsume Brothers! (21). Восьмая часть (выпуски 99-107) была выпущена 26 ноября 2010 года; выпуски постановки с 64-го по 98-й в CD-сборник не вошли. Части с 9-й по 15-ю были выпущены в период с 28 января 2011 года по 24 февраля 2012 года, заключительным стал 170-й эпизод радиопостановки. Эксклюзивный выпуск Natsume Brothers! (21) был включён в релиз игры Little Busters! Converted Edition, выпущенной 24 декабря 2009 года для PlayStation 2.

### Аниме
В 2012 году появилась аниме-адаптация режиссёра Ёсики Ямакавы, созданная на студии J.C.Staff. Сценарий к аниме был написан Митиру Симадой, дизайн персонажей, основанный на оригинальных концепциях Хиноэ и Na-Ga, был создан Харуко Иидзукой. Сценарий аниме близок к сюжету оригинальной игры, дополнительных персонажей в нём нет. Музыка к аниме была взята из саундтреков визуальных романов. Открывающая тема «Little Busters!» и закрывающая композиция «Alicemagic» были исполнены певицей Ритой. Также в 2013 году вышло продолжение сериала под названием Little Busters!: Refrain, а позже, а января по июль 2014 года были выпущены 7 специальных эпизодов Little Busters! EX которые вошли в DVD и Blu-Ray-издания Little Busters!: Refrain.

## Музыка
Визуальный роман Little Busters! содержит шесть основных песен, первой из которых является открывающая композиция в исполнении Риты. Четыре песни звучат в закрывающих заставках; три из них зависят от выбранного сценария, а последняя является финальной закрывающей темой. Первая закрывающая песня — Song for friends (звучит в конце сценария Юико, а также в сценарии Refrain). Закрывающая песня Комари и Харуки — Alicemagic (также эта песня звучит во второй финальной теме Юико). Закрывающая тема Кудрявки и Мио — Amenochi Hare (яп. 雨のち晴れ Амэноти Харэ, рус. «Ясная погода после дождя»). Последняя закрывающая тема — Little Busters! (Little Jumper Ver.), звучащая также в конце сценария Refrain. Последняя песня звучит в самом сценарии Refrain и называется Haruka Kanata (яп. 遥か彼方 ). Все эти песни также были исполнены певицей Ритой. Закрывающей темой сценария Рин является музыкальный трек Regret. После полного завершения игры игроку становится доступным прослушивание из главного меню всех 45-ти треков. Семеро главных героев игры имеют собственные лейтмотивы:
- Ring Ring Ring! — Рин.
- Mahō no Ensemble (яп. 魔法のアンサンブル) — Комари.
- Sawagashi Otome no Yūshū (яп. 騒がし乙女の憂愁) — Харука.
- Exotic Toybox (яп. えきぞちっく・といぼっくす) — Кудрявка.
- Kokoroiro Kisōkyoku (яп. 心色綺想曲) — Юико.
- Hikari ni Yosete (яп. 光に寄せて) — Мио.
- Boys Don’t Cry — Кёсукэ[115].

В игре Little Busters! Ecstasy в качестве открывающей темы используется ремикс оригинальной песни Little Busters!, названный Little Busters! (Ecstasy Ver.). Эта песня позднее вошла в альбом Rockstar Busters!. В Ecstasy также присутствуют переделанные версии песен Song for friends и Alicemagic. Песня Song for friends (No Intro Ver.) является ремиксом Song for friends, также она немного укорочена в сравнении с оригиналом. Ремикс песни Alicemagic используется как закрывающая композиция в историях Канаты и Сасами, а ремикс Song for friends является фоновым треком. Новая песня Saya’s Song в исполнении певицы Лии служит заключением сценария Саи. Для трёх новых героинь также предусмотрены лейтмотивы:
- Kakeru (яп. 駆ける Какэру, рус. «Бег») — Сая (это переделанная версия песни Hashiru (яп. 走る) певицы Рии).
- Will&Wish — Каната.
- Neko to Garasu to Marui Tsuki (яп. 猫と硝子と円い月 Нэко то Гарасу то Маруи Цуки, рус. «Кот, стекло и круглая луна») — Сасами.

Макси-сингл под названием Little Busters! был выпущен 25 мая 2007 года. В него были включены песни Little Busters!, Haruka Kanata и Alicemagic в оригинальной и инструментальной версиях. Как и в случае с предыдущими работами компании Key (за исключением игры Planetarian: Chiisana Hoshi no Yume), в комплекте с ограниченным изданием игры поставлялся музыкальный альбом. В данном случае это был альбом Semicrystalline., выпущенный 27 июля 2007 года и включающий в себя аранжировки десяти треков из оригинальной игры. Восемь треков — это мелодии из фоновый музыки, остальные два — ремиксы песен Little Busters!  и Haruka Kanata. Оригинальный саундтрек игры на трёх дисках впервые появился на Комикете 72 и состоял из 43-х различных мелодии, 3 из которых в оригинальную игру не вошли. 28 сентября 2007 года саундтрек вышел в продажу. 28 декабря 2007 года ещё два альбома появились на Комикете 73: альбом с аранжировками под названием Rockstar Busters! и сингл image song Rin no Hisoka na Koi no Uta / Mission:Love sniper, исполненный Томоэ Тамиясу (озвучившей Рин в игре).
29 февраля 2008 года вышел ремиксовый альбом жанра транс OTSU Club Music Compilation Vol.2. Создателями этого альбома стали диджеи из коллектива OTSU. Мини-альбом с оригинальными и изменёнными версиями песен Little Busters!, Faraway и Alicemagic был выпущен 4 мая 2008 года; в него вошли ремиксы из второго альбома OTSU Club Music Compilation. Ремиксовый альбом под названием Ontology входил в комплект ограниченного издания игры Little Busters! Ecstasy. Саундтрек игры Ecstasy под названием Little Busters! Ecstasy Tracks с дополнительными музыкальными треками появился 15 августа 2008 года на Комикете 74. Сингл image song Saya no Nemureru Requiem / Saya’s Song в исполнении Харуми Сакураи (сэйю, озвучившая Саю в Little Busters! Ecstasy) вышел в феврале 2009 года ограниченным тиражом, а в марте 2009 года поступил в регулярные продажи. Ещё два сингла image song были выпущены в декабре 2009 года на Комикете 77: Raison / Pickles o Oishikusuru Tsukurikata (исполнитель — Кэйко Судзуки) и Neko to Garasu to Marui Tsuki / Alicemagic (Aroma Tablet mix) (исполнитель — Томоэ Тамиясу). Все эти альбомы вышли под лейблом Key Sounds Label, принадлежащим компании Key.

## Восприятие критикой
С июня по июль 2007 года ограниченное издание игры Little Busters! занимало второе место в рейтинге национальных компьютерных игр по количеству предзаказов. В июле 2007 года оно получило первое место в списках лидеров продаж игр в Японии. В период с августа 2007 года по февраль 2008 года игра последовательно занимала места в списках продаж: 14-е место, 25-е место дважды подряд, 37-е место, 39-е место дважды подряд, 41-е место. Согласно информации, опубликованной на веб-сайте Gamasutra, Little Busters! была лидером продаж среди японских ПК-игр в период с 26 июля по 17 августа 2007 года. Начиная со следующей недели (с 24 августа 2007 года) позиция игры понизилась до третьего места. На сайте Getchu.com игра Little Busters! была обозначена как высшая по уровню продаж игра за июль 2007 года, а уже на следующий месяц её позиция снизилась до 12-го места. Несмотря на такое падение рейтинга, игра Little Busters! на конец 2007 года была признана наиболее продаваемой игрой. Кавер-версия песни Little Busters! фигурирует в визуальном романе Time Leap Paradise (сиквеле игры Time Leap) от компании Front Wing.
В 2008 году игра Little Busters! Ecstasy заняла первое место по количеству предзаказов в Японии и держала эту позицию с мая по июль. Ограниченное издание Little Busters! Ecstasy также получило первое место в списках национальных продаж в июле 2008 года. Игра Ecstasy очень быстро разошлась в квартале Акихабара в первые дни продажи, и к концу первого дня около половины магазинов реализовали практически все копии. На следующий день уже большинство магазинов полностью продали Ecstasy в Акихабаре. Спустя четыре дня после релиза Ecstasy компания Key сообщила об успехе продаж игры, а спустя три месяца заявила, что было продано более 100 000 копий игры. Версия игры, портированная на PS Vita, в 2012 году была рассмотрена в японском игровом журнале Famitsu, который оценил игру в 30/40 (на основании четырёх отдельных обзоров, где оценка игры была 8, 8, 7 и 7 баллов).
На сайте Getchu.com был проведён опрос под названием «Getchu.com Bishōjo Game Ranking», где игроки выбирали лучшую по их мнению игру в нескольких категориях. На 2007 год такими категориями были: общая оценка, сценарий, тематические песни, фоновая музыка, визуальное оформление, геймплей и героини. К февралю 2008 года пользователи проголосовали более чем за 470 игр, выпущенных в 2007 году. Среди них игра Little Busters! заняла первые места во всех категориях за исключением графики (третье место) и геймплея (второе место). Рин стала первой среди самых популярных героинь, Кудрявка заняла в этой же номинации четвёртое место, а Комари — 13-е место. К 2008 году категории немного поменялись: общая оценка, сценарий, геймплей, графика, открывающая заставка, тематические песни, фоновая музыка, отдельные персонажи, озвучивание персонажей и наименование игры. К началу 2009 года пользователи оставили свои голоса за более чем 400 игр, среди которых оказалась и игра Little Busters! Ecstasy. В категории общей оценки игра заняла второе место, за сценарий — второе место, за геймплей — третье место, за графику — 12-е место, за открывающую заставку — пятое место, за песни — третье место, за фоновую музыку — второе место, за персонажей — пятое (Сая Токидо) и десятое (Кудрявка Номи) места, за озвучивание персонажей — первое (Харуми Сакураи за роль Саи) и шестое (Томоэ Тамиясу за роль Рин), и второе место за наименование игры.